# Alesrain
Alesrain ist ein Ortsteil des oberschwäbischen Marktes Dirlewang im Landkreis Unterallgäu in Bayern. Die Einöde liegt etwa 2,5 Kilometer westlich des Hauptortes und ist über eine Gemeindestraße mit diesem verbunden. Im Osten befinden sich die Quellen des Straßbaches, westlich verläuft die Magnusrinne. Nördlich wird der Weiler vom Gemeindewald, südlich vom Waldstück Mausloch begrenzt. Die sonstigen Flächen werden meist landwirtschaftlich genutzt.

## Geschichte
Um 1140 lautete der Name Alrichsrain. Der Ort gehörte ab etwa 1095 dem Kloster Ottobeuren, das 1566 ihn der Herrschaft Mindelheim verkaufte. Mit dem Reichsdeputationshauptschluss 1803 kam der Ort zur politischen Gemeinde Dirlewang.